# Салакэуку
Салакеоку (тайск. ศาลาแก้วกู่ [saːlaː kɛːokuː]) — парк фантастических скульптур, вдохновленный идеями и символикой буддизма и индуизма и созданный в 1978 г. под руководством Бунлыа Сулилата. Парк расположен в 3 км к востоку от Нонгкхая, на северо-востоке Таиланда. Будда-парк, построенный Сулилатом двадцатью годами раньше, лежит поблизости, на противоположном (лаосском) берегу Меконга.